# Thetidia albocostaria
Thetidia albocostaria là một loài bướm đêm trong họ Geometridae.